# الباحثات عن الحرية (فلم)
الباحثات عن الحرية فيلم مصري من إنتاج عام 2005. عن رواية لهدى الزين وسيناريو وحوار رفيق الصبان وإخراج إيناس الدغيدي ومن بطولة داليا البحيري وسناء موزيان ونيكول بردويل وهشام سليم عرض العام 2005.
حائز علي جائزة أفضل فيلم في مهرجان القاهرة السينمائي الدولي.
صنفت الرقابة على المصنفات الفنية للفيلم باعتباره للبالغين (الكبار فقط).

## قصة الفيلم
يطرح الفيلم قصص لبعض النساء العربيات اللاتي يعشن بعيدا عن أوطانهن، من خلال ثلاث حكايات تعكس بعدا إنسانيا، ولكل امرأة منهن قصة مختلفة ولكن هذه القصص تصب جميعها في قالب واحد وهو البحث عن الحرية في مجتمع آخر.
داليا البحيري تجسد دور فنانة تشكيلية تعاني من غيرة زوجها بسبب نجاحها وتفوقها عليه حيث أنه يعمل في نفس المجال، وتضطر للسفر إلى فرنسا في محاولة لإثبات ذاتها ونبوغها في مجالها وتترك مع زوجها طفلها وهناك تتعرف على مهندس مصري وترتبط معه بقصة حب كبيرة وتعيش حائرة بين حريتها وحبها الجديد وبين العودة إلى وطنها.
الفيلم عن قصة لهدى الزين

## بطولة
- داليا البحيري
- نيكول بردويل
- سناء موزيان
- أحمد عز
- هشام سليم
- تامر هجرس
- سمير شمص
- باسم مغنية

## وصلات خارجية
- مقالات تستعمل روابط فنية بلا صلة مع ويكي بيانات